# Eerik Haamer (stavhoppare)
Eerik Haamer, född 6 januari 2001 i Tartu, är en estländsk friidrottare som tävlar i stavhopp.
Han studerar vid University of South Dakota.

## Karriär

### 2017–2018
Haamer fick sin första internationella erfarenhet under 2017 då han tävlade vid European Youth Olympic Festival i Győr och slutade på femte plats i stavhoppet med ett hopp på 4,60 meter.
I juli 2018 tog Haamer brons vid ungdoms-EM i Győr efter ett hopp på 5,10 meter, vilket blev ett nytt estländskt U18-rekord. I oktober 2018 vid ungdoms-OS i Buenos Aires förbättrade han sitt estländska U18-rekord till 5,15 meter och hoppade sedan 5,12 meter i den andra omgången, vilket resulterade i ett totalt resultat på 10,27 meter och en fjärde plats.

### 2019–2022
I februari 2019 tog Haamer guld vid estländska inomhusmästerskapen med ett hopp på 5,15 meter. I juli samma år slutade han på sjunde plats vid junior-EM i Borås med ett hopp på 5,11 meter. I februari 2020 tog Haamer silver vid estländska inomhusmästerskapen efter ett hopp på 5,15 meter och besegrades endast av Hans-Christian Hausenberg. I augusti samma år tog han guld vid estländska mästerskapen efter ett hopp på 5,20 meter.
I maj 2021 förbättrade Haamer sitt personbästa till 5,61 meter vid en tävling i Vermillion i USA och tog sig då upp till andra plats i Estland genom tiderna bakom Valeri Bukrejev. Följande månad tog han sitt andra raka guld vid estländska mästerskapen efter ett hopp på 5,40 meter. I juli samma år slutade Haamer på sjunde plats vid U23-EM i Tallinn med ett hopp på 5,50 meter. I juni 2022 tog han sitt tredje raka guld vid estländska mästerskapen i Tallinn.

## Tävlingar

### Internationella
| År                   | Tävling                         | Plats                   | Placering            | Gren                 | Höjd                 |
| Tävlande för Estland | Tävlande för Estland            | Tävlande för Estland    | Tävlande för Estland | Tävlande för Estland | Tävlande för Estland |
| -------------------- | ------------------------------- | ----------------------- | -------------------- | -------------------- | -------------------- |
| 2017                 | European Youth Olympic Festival | Győr, Ungern            | 5:e                  | Stavhopp             | 4,60 meter           |
| 2018                 | Ungdomseuropamästerskapen       | Győr, Ungern            | 3:e                  | Stavhopp             | 5,10 meter           |
| 2018                 | Olympiska spelen för ungdomar   | Buenos Aires, Argentina | 4:e                  | Stavhopp             | 10,27 meter (2 hopp) |
| 2019                 | Junioreuropamästerskapen        | Borås, Sverige          | 7:e                  | Stavhopp             | 5,11 meter           |
| 2021                 | U23-europamästerskapen          | Tallinn, Estland        | 7:e                  | Stavhopp             | 5,50 meter           |

### Nationella
| - Estländska friidrottsmästerskapen (utomhus): - 2018: Brons – Stavhopp (5,00 meter, Tallinn) - 2020: Guld – Stavhopp (5,20 meter, Tallinn) - 2021: Guld – Stavhopp (5,40 meter, Tallinn) - 2022: Guld – Stavhopp (5,50 meter, Tallinn) | - Estländska friidrottsmästerskapen (inomhus): - 2018: Silver – Stavhopp (4,90 meter, Tallinn) - 2019: Guld – Stavhopp (5,15 meter, Tallinn) - 2020: Silver – Stavhopp (5,15 meter, Tallinn) |

## Personliga rekord
| Utomhus - Stavhopp – 5,61 m (Vermillion, 7 maj 2021) | Inomhus - Stavhopp – 5,60 m (Fayetteville, 13 mars 2021) |